# امینس ششمین (سود) کانتون
امینس ششمین (سود) کانتون (به فرانسوی: Amiens 6th (Sud) Canton) یک سکونتگاه مسکونی در فرانسه است که در Arrondissement of Amiens واقع شده‌است.